# 호리가네촌
호리가네촌(堀金村)은 나가노현 미나미아즈미군에 놓여졌던 촌이다.

## 역사
- 1955년 4월 1일 - 가라스가와촌, 미타촌이 합병해 성립하였다.
- 2005년 10월 1일 - 도요시나정·호타카정·미사토촌 아카시나정과 합병해 아즈미노시가 성립하였다. 동일 호리가네촌은 폐지되었다.

## 시설

### 교육
- 호리가네 초등학교
- 호리가네 중학교
- 국영 알프스 아즈미의 공원